# Palpostoma incongrua
Palpostoma incongrua är en tvåvingeart som först beskrevs av Walker 1860.  Palpostoma incongrua ingår i släktet Palpostoma och familjen parasitflugor. Inga underarter finns listade i Catalogue of Life.